# Vergilius
Publius Vergilius Maro (phát âm tiếng Latinh: [ˈpuːbli.ʊs wɛrˈɡɪli.ʊs ˈmaroː]; lịch cũ ngày 15 tháng 10 70 BC - 21 ngày 19 tháng 9 TCN), thường được gọi là Virgil hoặc Vergil (/ˈvɜːrdʒɪl/ VUR-jil) bằng tiếng Anh, là một nhà thơ La Mã cổ đại của thời kỳ Augustus. Ông đã viết ba trong số những bài thơ nổi tiếng nhất trong văn học Latinh: Eclogues (hay Bucolics), Georgics, và sử thi Aeneid. Một số bài thơ nhỏ, được thu thập trong Phụ lục Vergiliana, đôi khi cũng được cho là của ông.
Theo truyền thống, Virgil được xếp hạng là một trong những nhà thơ vĩ đại nhất của Rome. Tác phẩm Aeneid của ông đã được coi là sử thi quốc gia của La Mã cổ đại kể từ thời điểm sáng tác. Được sao chép mô hình từ Iliad và Odyssey của Homer, Aeneid theo những người tị nạn Aeneas khi ông phải đấu tranh để hoàn thành sứ mệnh của mình và tới được nước Ý, nơi hậu duệ của ông Romulus và Remus đã tìm ra thành phố Rome. Công việc Virgil đã có rộng và ảnh hưởng sâu sắc đối với văn học phương Tây, đặc biệt là tác phẩm Thần khúc của Dante trong đó Virgil xuất hiện như người đưa đường cho Dante qua địa ngục và luyện ngục.

## Tiểu sử và tác phẩm

### Tuổi thơ và tiểu sử dân gian
Tiểu sử theo dân gian của Virgil được cho là phụ thuộc vào một tiểu sử đã mất của Varius, biên tập viên của Virgil, được Suetonius đưa vào tiểu sử và các bài bình luận của Servius và Donatus, hai nhà bình luận lớn về thơ của Virgil. Mặc dù các bài bình luận chắc chắn ghi lại nhiều thông tin thực tế về Virgil, nhưng một số bằng chứng của chúng có thể được chỉ ra dựa trên những suy luận được đúc kết từ thơ của anh ấy và thuật luận; do đó, tiểu sử của Virgil vẫn còn vấn đề cần làm rõ. :1602
Dân gian cho rằng Virgil sinh ra ở làng Andes, gần Mantua  ở Cisalpine Gaul (miền bắc nước Ý, được thêm vào nước Ý ngay trong cuộc đời của ông). Phân tích về tên của ông đã khiến một số người tin rằng ông là hậu duệ của những người thuộc địa La Mã trước đó. Tuy nhiên, suy đoán hiện đại cuối cùng không được hỗ trợ bởi bằng chứng tường thuật từ các tác phẩm của chính ông hoặc các tiểu sử sau này của ông. Macrobius nói rằng cha của Virgil có xuất thân khiêm tốn, mặc dù các học giả thường tin rằng Virgil xuất thân từ một gia đình địa chủ, mà có thể đủ khả năng cho anh học hành. Virgil đã theo học các trường học ở Cremona, Mediolanum, Rome và Naples. Sau khi cân nhắc trong thời gian ngắn về nghề nghiệp hùng biện và luật, chàng trai trẻ Virgil đã chuyển tài năng của mình sang làm thơ.
Theo Robert Seymour Conway, nguồn cổ xưa duy nhất báo cáo khoảng cách thực tế giữa Andes và Mantua là một mảnh vỡ còn sót lại từ các tác phẩm của Marcus Valerius Probus. Probus phát triển mạnh mẽ dưới thời trị vì của Nero (54–68 sau Công nguyên). Probus báo cáo rằng Andes nằm 30 dặm La Mã tính từ Mantua. Conway diễn dịch thành một khoảng cách khoảng 45 kilômét hay 28 dặm 
Có tương đối ít thông tin về gia đình Virgil. Theo báo cáo, cha anh thuộc thị tộc Vergilia, và mẹ anh thuộc thị tộc Magia. Theo Conway, thị tộc Vergilia được chứng thực khá ít trong các bia ký từ toàn bộ miền Bắc nước Ý, nơi có Mantua. Trong số hàng nghìn bản khắc cổ còn sót lại từ vùng này, chỉ có 8 hoặc 9 đề cập đến các cá nhân được gọi là "Vergilius" (nam tính) hoặc "Vergilia" (nữ tính). Trong số những đề cập này, có ba lần đề cập tới ông xuất hiện trong bia ký từ Verona và một trong bia ký từ Calvisano.
Conway đưa ra giả thuyết rằng bản khắc từ Calvisano có liên quan đến một bộ kinswoman của Virgil. Calvisano nằm từ Mantua 30 dặm La Mã, và sẽ phù hợp với mô tả Probus' của Andes. Dòng chữ, trong trường hợp này, là một món đồ vàng mã do một người phụ nữ tên là Vergilia dâng lên Matronae (một nhóm các vị thần), yêu cầu các nữ thần giải cứu một người phụ nữ khác, được gọi là Munatia. Conway lưu ý rằng lễ vật thuộc về một loại hình phổ biến cho thời đại này, nơi phụ nữ yêu cầu các vị thần để bảo vệ mạng sống của những người thân yêu nữ đang mang thai và sắp sinh. Trong hầu hết các trường hợp, người phụ nữ đưa ra yêu cầu là mẹ của một phụ nữ đang mang thai hoặc đang gặp nguy hiểm. Mặc dù có một ghi chép khác từ Calvisano, nơi một người phụ nữ yêu cầu các vị thần bảo tồn mạng sống của em gái mình. Munatia, người phụ nữ mà Vergilia muốn bảo vệ, có khả năng là một người thân của Vergilia, có thể là con gái của cô ấy. Cái tên "Munatia" chỉ ra rằng người phụ nữ này là thành viên của thị tộc Munatia, và có khả năng là Vergilia đã kết hôn với gia đình này.
Các nghiên cứu khác  cho rằng ngày nay nên tìm kiếm tác phẩm Andes cổ đại trong khu vực Castel Goffredo.

### Các tác phẩm ban đầu
Theo các nhà bình luận, Virgil được đi học khi mới 5 tuổi và sau đó anh đến Cremona, Milan, và cuối cùng là Rome để học hùng biện, y học và thiên văn học, những thứ mà anh sớm bỏ dở để chuyển qua học triết học. Từ tài liệu tham khảo khen ngợi Virgil đến các nhà văn Pollio và Cinna, người ta đã suy ra rằng ông có một thời gian kết hợp với hội nhóm Catullus. Theo Servius, các bạn cùng trường đánh giá Virgil cực kỳ nhút nhát và dè dặt, và anh được đặt biệt danh là "Parthenias" hay "thiếu nữ" vì sự xa cách với xã hội của mình. Virgil dường như cũng có một sức khỏe tồi tệ trong suốt cuộc đời của mình và theo một cách nào đó đã sống cuộc sống của một kẻ tàn tật. Theo Catalepton, ông bắt đầu làm thơ khi còn học tại trường Epicurean của Siro the Epicurean tại Naples. Một nhóm các tác phẩm nhỏ do các nhà bình luận cho là Virgil thời trẻ còn tồn tại được thu thập dưới tiêu đề Phụ lục Vergiliana, nhưng phần lớn bị các học giả coi là giả mạo. Một tác phẩm như vậy, Catalepton, bao gồm mười bốn bài thơ ngắn, :1602 một số trong số đó có thể là của Virgil, và một bài thơ tự sự ngắn có tựa đề Culex ("The Gnat"), được cho là của Virgil vào đầu thế kỷ thứ nhất sau công nguyên.

### Eclogues

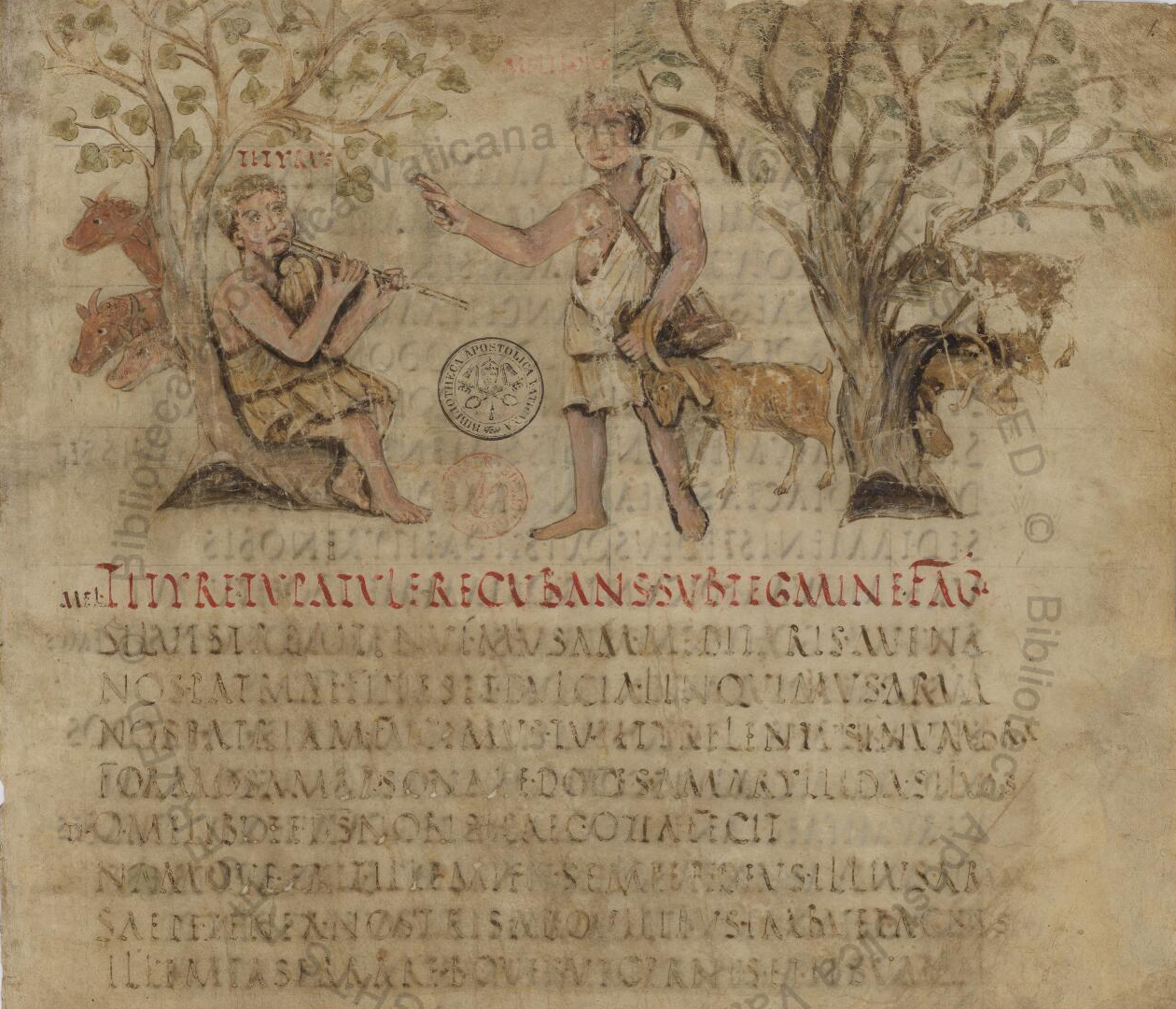
Trang đầu của tác phẩm Eclogues trong Vergilius Romanus thế kỷ thứ 5

Tiểu sử theo dân gian khẳng định rằng Virgil đã bắt đầu viết tác phẩm lục ngôn thi Eclogues (hoặc Bucolics) vào năm 42 TCN và người ta cho rằng bộ sưu tập được xuất bản khoảng 39-38 TCN, mặc dù điều này còn đang được tranh cãi. :1602 The Eclogues (từ tiếng Hy Lạp có nghĩa là "tuyển chọn") là một nhóm mười bài thơ được mô phỏng gần như dựa trên thể thơ lục bát bucolic ("thơ mục vụ") của nhà thơ Hy Lạp Theocritus. Sau chiến thắng của mình trong trận Philippi năm 42 trước Công nguyên, chiến đấu chống lại đội quân do những kẻ ám sát Julius Caesar chỉ huy, Octavian đã cố gắng trả nợ cho các cựu chiến binh của mình bằng đất đai bị tịch thu từ các thị trấn ở miền bắc nước Ý, theo truyền thống, được cho là một điền trang. gần Mantua thuộc Virgil. Việc mất trang trại gia đình và nỗ lực lấy lại tài sản của mình bằng những lời kêu gọi hùng hồn theo truyền thống được coi là động cơ của Virgil trong quá trình sáng tác của Eclogues. Ngày nay việc này được cho là một suy luận không được các diễn giải của Eclogues ủng hộ. Trong Eclogues 1 và 9, Virgil thực sự đã kịch tính hóa những cảm xúc tương phản gây ra bởi sự tàn bạo của việc chiếm đoạt đất đai thông qua thành ngữ mục vụ nhưng không đưa ra bằng chứng không thể chối cãi về sự cố tiểu sử được cho là. Trong khi một số độc giả đã xác định chính nhà thơ với nhiều nhân vật khác nhau và những thăng trầm của họ, cho dù lòng biết ơn của một người mộc mạc cũ đối với một vị thần mới (Ecl. 1), tình yêu thất vọng của một ca sĩ mộc mạc dành cho một chàng trai xa xôi (con cưng của chủ nhân của anh ta, Ecl. 2), hoặc tuyên bố của một ca sĩ bậc thầy đã sáng tác một số tác phẩm sinh thái (Ecl. 5), các học giả hiện đại phần lớn bác bỏ những nỗ lực như vậy để thu thập các chi tiết tiểu sử từ các tác phẩm hư cấu, họ thích giải thích các nhân vật và chủ đề của tác giả như những minh họa về cuộc sống và tư tưởng đương đại. Mười Eclogues trình bày các chủ đề mục vụ truyền thống với một góc nhìn mới mẻ. Sinh thái 1 và 9 đề cập đến việc tịch thu đất và ảnh hưởng của chúng đối với vùng nông thôn Ý. 2 và 3 là mục vụ và khiêu dâm, thảo luận về cả tình yêu đồng giới (Ecl. 2) và sự hấp dẫn đối với những người thuộc bất kỳ giới tính nào (Ecl. 3). Eclogue 4, gửi đến Asinius Pollio, cái gọi là "Messianic Eclogue", sử dụng hình ảnh của thời kỳ hoàng kim liên quan đến sự ra đời của một đứa trẻ (đứa trẻ sinh ra là chủ đề tranh luận). 5 và 8 mô tả thần thoại về Daphnis trong một cuộc thi hát, 6, bài hát vũ trụ và thần thoại của Silenus; 7, một cuộc thi thơ nóng bỏng, và 10 nỗi khổ của nhà thơ Elegiac đương thời Cornelius Gallus. Virgil được ghi nhận công sức với việc Eclogues đã đưa Arcadia trở thành một lý tưởng thơ ca, mà vẫn còn được văn học và nghệ thuật thị giác phương Tây áp dụng, đồng thời tạo tiền đề cho sự phát triển mục vụ Latinh của Calpurnius Siculus, Nemesianus và các nhà văn sau này.

### Georgics
Đôi khi sau khi công bố tác phẩm Eclogues (có thể là trước 37 TCN), :1603 Virgil đã trở thành một phần của nhóm thân hữu của Maecenas, lãnh đạo đối ngoại người Octavian quyền lực mà đã tìm cách thông cảm cho Antony, một trong những gia đình hàng đầu của các danh nhân văn học La Mã ngả về phía Octavian. Virgil quen biết nhiều nhân vật văn học hàng đầu thời bấy giờ, bao gồm cả Horace, người mà ông thường nhắc đến trong thơ của mình, và Varius Rufus, người sau này đã giúp ông hoàn thành tác phẩm Aeneid.

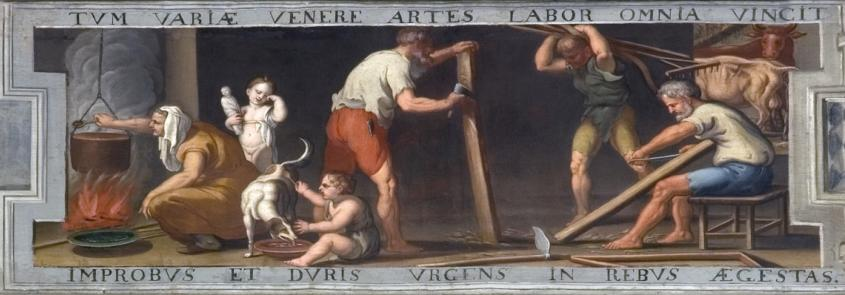
Hình minh họa cuối thế kỷ 17 về một đoạn văn từ thời Georgics của Jerzy Siemiginowski-Eleuter

Trước sự khăng khăng của Maecenas (theo dân gian), Virgil đã dành những năm sau đó (có lẽ là 37–29 TCN) để làm bài thơ lục ngôn giáo huấn dài có tên là Georgics (từ tiếng Hy Lạp là "Làm việc trên Trái đất") mà ông dành tặng cho Maecenas. Chủ đề bề ngoài của Georgics là hướng dẫn các phương pháp điều hành một trang trại. Khi xử lý chủ đề này, Virgil tuân theo truyền thống giáo huấn ("làm thế nào để") của Tác phẩm và Ngày của nhà thơ Hy Lạp Hesiod và một số tác phẩm của các nhà thơ Hy Lạp sau này. Bốn cuốn sách của Georgics lần lượt tập trung vào việc chăn nuôi trồng trọt và cây cối (1 và 2), chăn nuôi và ngựa (3), nuôi ong và phẩm chất của loài ong (4). Các đoạn văn nổi tiếng bao gồm Laus Italiae yêu dấu của Quyển 2, mô tả phần mở đầu của ngôi đền trong Quyển 3 và mô tả về bệnh dịch ở cuối Quyển 3. Quyển 4 kết thúc bằng một câu chuyện thần thoại dài, dưới dạng một sử thi mô tả một cách sinh động việc phát hiện ra nghề nuôi ong của Aristaeus và câu chuyện về cuộc hành trình đến thế giới ngầm của Orpheus. Các học giả cổ đại, chẳng hạn như Servius, phỏng đoán rằng tập phim Aristaeus đã thay thế, theo yêu cầu của hoàng đế, một đoạn dài ca ngợi bạn của Virgil, nhà thơ Gallus, người bị Augustus thất sủng và đã tự sát vào năm 26 trước Công nguyên.

### Aeneid

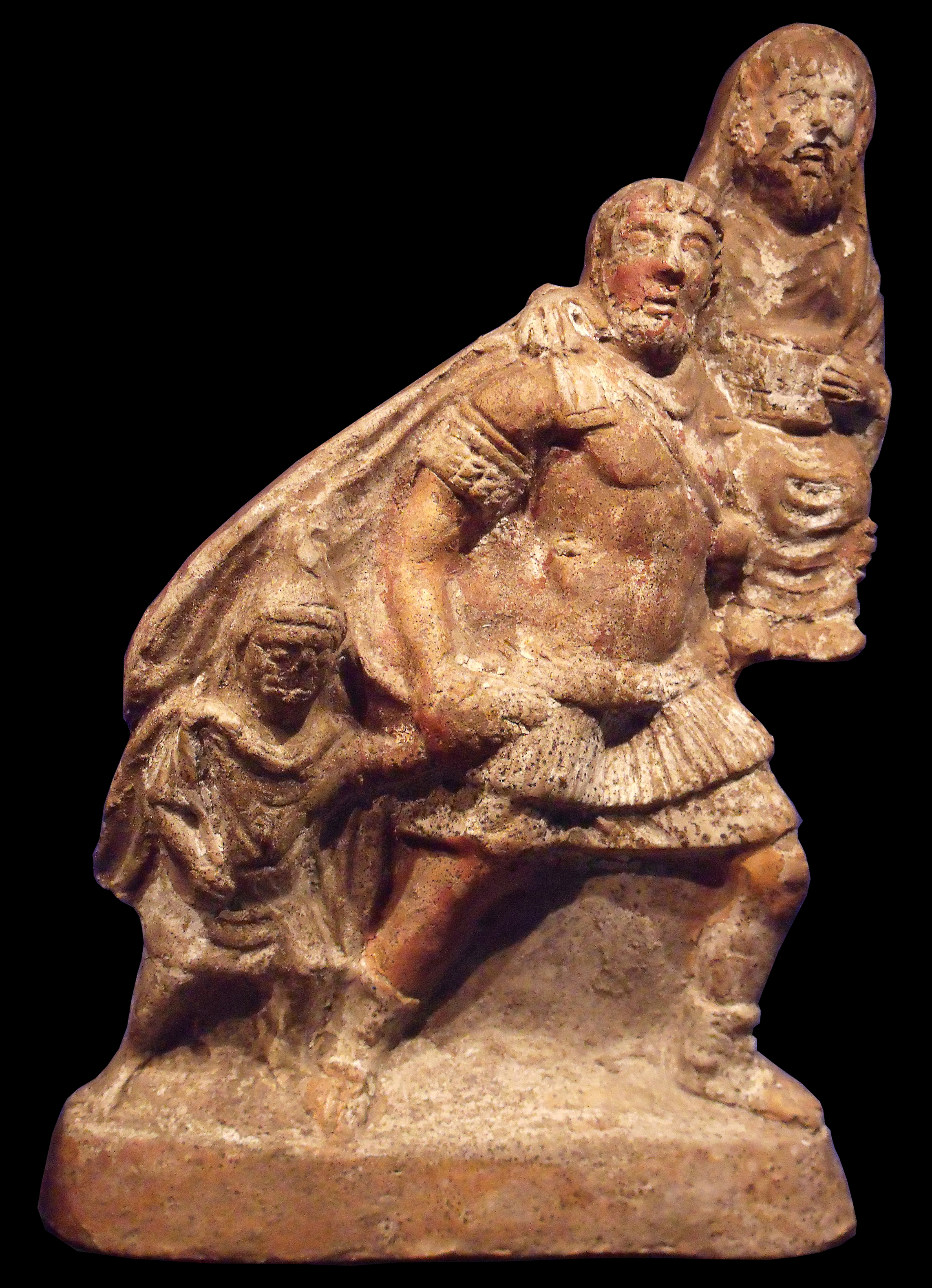
Tượng đất nung từ thế kỷ thứ nhất thể hiện Pietas của Aeneas, người chăm sóc người cha già và dẫn dắt đứa con trai nhỏ của mình

Aeneid được nhiều người coi là tác phẩm hay nhất của Virgil và là một trong những bài thơ quan trọng nhất trong lịch sử văn học phương Tây (TS Eliot gọi nó là 'tác phẩm kinh điển của toàn châu Âu'). Virgil làm việc trên Aeneid trong mười năm cuối cùng của cuộc đời mình (29-19 TCN), ủy quyền, theo Propertius, bởi Augustus. Bản anh hùng ca bao gồm 12 cuốn sách bằng thể thơ lục bát dactylic mô tả hành trình của Aeneas, một chiến binh chạy trốn khỏi cuộc chiến thành Troy, đến Ý, trận chiến của anh với hoàng tử Ý Turnus, và nền tảng của một thành phố mà từ đó Rome sẽ hình thành. Aeneid của sáu cuốn sách đầu tiên mô tả cuộc hành trình của Aeneas từ Troy đến Rome. Virgil đã sử dụng một số mô hình trong tác phẩm sử thi của mình; :1603 Homer, tác giả nổi tiếng của sử thi cổ điển, có mặt ở khắp mọi nơi, nhưng Virgil cũng đặc biệt sử dụng nhà thơ Latinh Ennius và nhà thơ Hy Lạp Apollonius của Rhodes trong số các nhà văn khác mà ông ám chỉ. Mặc dù Aeneid gắn bó với thể loại sử thi, nó thường tìm cách mở rộng thể loại này bằng cách đưa vào các yếu tố của các thể loại khác như bi kịch và thơ ca bệnh. Các nhà bình luận cổ đại lưu ý rằng dường như Virgil chia Aeneid thành hai phần dựa trên thơ của Homer; sáu phần đầu tiên được coi là sử dụng Odyssey làm mô hình trong khi sáu phần cuối cùng được kết nối với Iliad.
Quyển 1  (ở đầu phần Odyssey) mở đầu bằng một cơn bão mà Juno, kẻ thù của Aeneas trong suốt bài thơ, xông lên chống lại hạm đội. Cơn bão đẩy người anh hùng đến bờ biển Carthage, nơi trong lịch sử là kẻ thù chết chóc nhất của Rome. Nữ hoàng, Dido, chào đón tổ tiên của người La Mã, và dưới ảnh hưởng của các vị thần, đã yêu anh ta sâu sắc. Tại một bữa tiệc trong Quyển 2, Aeneas kể câu chuyện về chiếc bao tải của thành Troy, cái chết của vợ anh và cuộc chạy trốn của anh ta, cho những người Carthage say mê, trong khi trong Quyển 3, anh kể lại cho họ những chuyến đi lang thang trên Địa Trung Hải để tìm kiếm một người thích hợp. nhà mới. Jupiter trong Quyển 4 kể lại việc Aeneas sống sót trong nhiệm vụ tìm thành phố mới, và anh ta trốn khỏi Carthage, khiến Dido phải tự sát, nguyền rủa Aeneas và kêu gọi trả thù với ý nghĩa tượng trưng cho cuộc chiến khốc liệt giữa Carthage và Rome. Trong Quyển 5, các trò chơi tang lễ được tổ chức cho Anchises, cha của Aeneas, người đã qua đời một năm trước đó. Khi đến được Cumae, ở Ý trong Quyển 6, Aeneas tham khảo ý kiến của Cumaean Sibyl, người dẫn anh ta qua Underworld, nơi Aeneas gặp các Anchises đã chết, người tiết lộ số phận của Rome cho con trai mình.
Quyển 7 (bắt đầu nửa Iliad) mở đầu bằng lời ngỏ với nàng thơ và kể lại việc Aeneas đến Ý và đính hôn với Lavinia, con gái của Vua Latinus. Lavinia đã được hứa hẹn với Turnus, vua của Rutulians, người đang bị kích động bởi Fury Allecto, và mẹ của Amata Lavinia. Trong Quyển 8, Aeneas liên minh với Vua Evander, người chiếm đóng địa điểm tương lai của La Mã, và được ban cho bộ giáp mới và một chiếc khiên mô tả lịch sử La Mã. Quyển 9 ghi lại một cuộc tấn công của Nisus và Euryalus vào Rutulians, Quyển 10, cái chết của Pallas, con trai nhỏ của Evander, và 11 cái chết của công chúa chiến binh Volscian Camilla và quyết định dàn xếp chiến tranh bằng một trận đấu tay đôi giữa Aeneas và Turnus. Aeneid kết thúc trong Quyển 12 với việc chiếm thành phố của Latinus, cái chết của Amata, và việc Aeneas đánh bại và giết Turnus, người mà những lời cầu xin lòng thương xót bị từ chối. Cuốn sách cuối cùng kết thúc với hình ảnh linh hồn của Turnus than thở khi nó chạy trốn xuống thế giới ngầm.

### Đón nhận của Aeneid

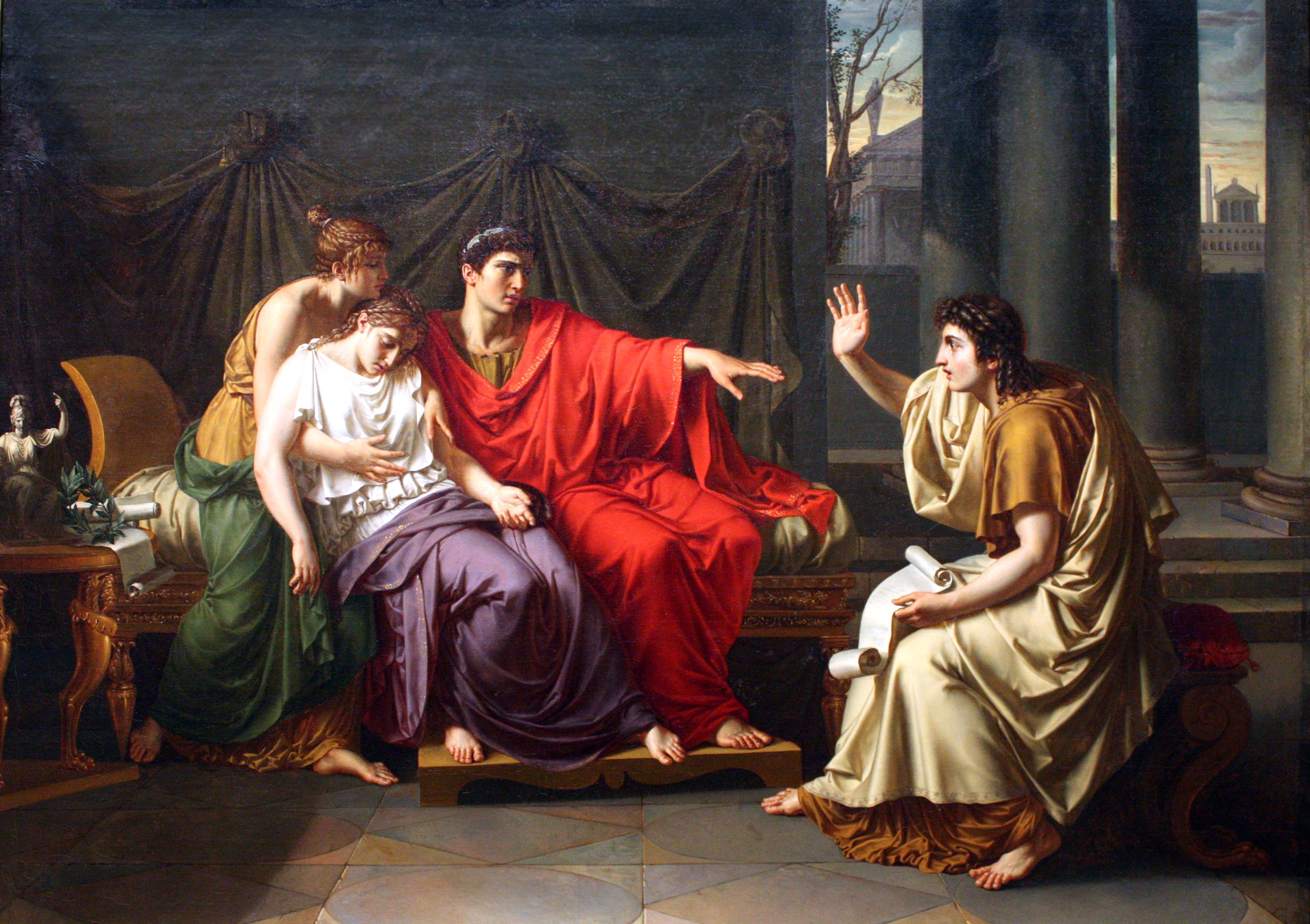
Virgil đọc Aeneid cho Augustus, Octavia và Livia, tranh của Jean-Baptiste Wicar, Viện Nghệ thuật Chicago

Các nhà phê bình của Aeneid tập trung vào nhiều vấn đề. Giọng điệu của toàn bộ bài thơ là một vấn đề cụ thể của cuộc tranh luận; một số người xem bài thơ cuối cùng là bi quan và lật đổ chính trị đối với chế độ Augustan, trong khi những người khác xem nó như một sự kỷ niệm của triều đại mới. Virgil sử dụng biểu tượng của chế độ Augustus, và một số học giả nhận thấy mối liên hệ chặt chẽ giữa Augustus và Aeneas, một người là người sáng lập và người kia là người tái lập thành Rome. Một mạnh mục đích luận, hoặc ổ đĩa hướng tới một cao trào, đã được phát hiện trong bài thơ. Aeneid chứa đầy những lời tiên tri về tương lai của La Mã, những việc làm của Augustus, tổ tiên của ông, và những người La Mã nổi tiếng, và các cuộc Chiến tranh Carthage; Chiếc khiên của Aeneas thậm chí còn mô tả chiến thắng của Augustus tại Actium chống lại Mark Antony và Cleopatra VII vào năm 31 trước Công nguyên. Một trọng tâm nghiên cứu nữa là tính cách của Aeneas. Là nhân vật chính của bài thơ, Aeneas dường như luôn dao động giữa cảm xúc và cam kết thực hiện nghĩa vụ tiên tri của mình là thành lập Rome; các nhà phê bình ghi nhận sự phá vỡ khả năng kiểm soát cảm xúc của Aeneas trong phần cuối của bài thơ, nơi Aeneas "ngoan đạo" và "chính trực" giết Turnus một cách không thương tiếc.
Aeneid dường như đã thành công rực rỡ. Virgil được cho là đã đọc các Quyển 2, 4 và 6 cho Augustus; :1603 và Quyển 6 dường như đã khiến chị gái của Augustus là Octavia ngất xỉu. Mặc dù sự thật của tuyên bố này có thể gây ra sự hoài nghi của giới học thuật, nhưng nó đã được dùng làm cơ sở cho nghệ thuật sau này, chẳng hạn như cuốn sách Virgil Reading the Aeneid của Jean-Baptiste Wicar.
Thật không may, một số dòng của bài thơ đã bị bỏ dở, và toàn bộ chưa được chỉnh sửa, khi Virgil qua đời vào năm 19 TCN.

### Cái chết của Virgil và việc chỉnh sửaAeneid
Theo truyền thống, Virgil du hành đến Hy Lạp vào khoảng năm 19 trước Công nguyên để sửa đổi Aeneid. Sau khi gặp Augustus ở Athens và quyết định trở về nhà, Virgil bị sốt khi đến thăm một thị trấn gần Megara. Sau khi đến Ý bằng tàu thủy, suy yếu vì bệnh tật, Virgil qua đời tại bến cảng Brundisium vào ngày 21 tháng 9 năm 19 trước Công nguyên. Augustus đã ra lệnh cho những người thực thi văn học của Virgil, Lucius Varius Rufus và Plotius Tucca, không quan tâm đến mong muốn của chính Virgil rằng bài thơ được đốt đi, thay vì ra lệnh xuất bản với càng ít thay đổi biên tập càng tốt. Do đó, văn bản của Aeneid tồn tại có thể chứa những lỗi mà Virgil đã định sửa trước khi xuất bản. Tuy nhiên, điểm không hoàn hảo rõ ràng duy nhất là một vài dòng thơ chưa hoàn thành về mặt số liệu (nghĩa là không phải là một dòng hoàn chỉnh của hexameter dactylic). Một số học giả đã lập luận rằng Virgil cố tình để lại những dòng không đầy đủ về số liệu này để tạo hiệu ứng ấn tượng. Những sự không hoàn hảo bị cáo buộc khác là đối tượng của cuộc tranh luận học thuật.

## Các quan điểm sau này

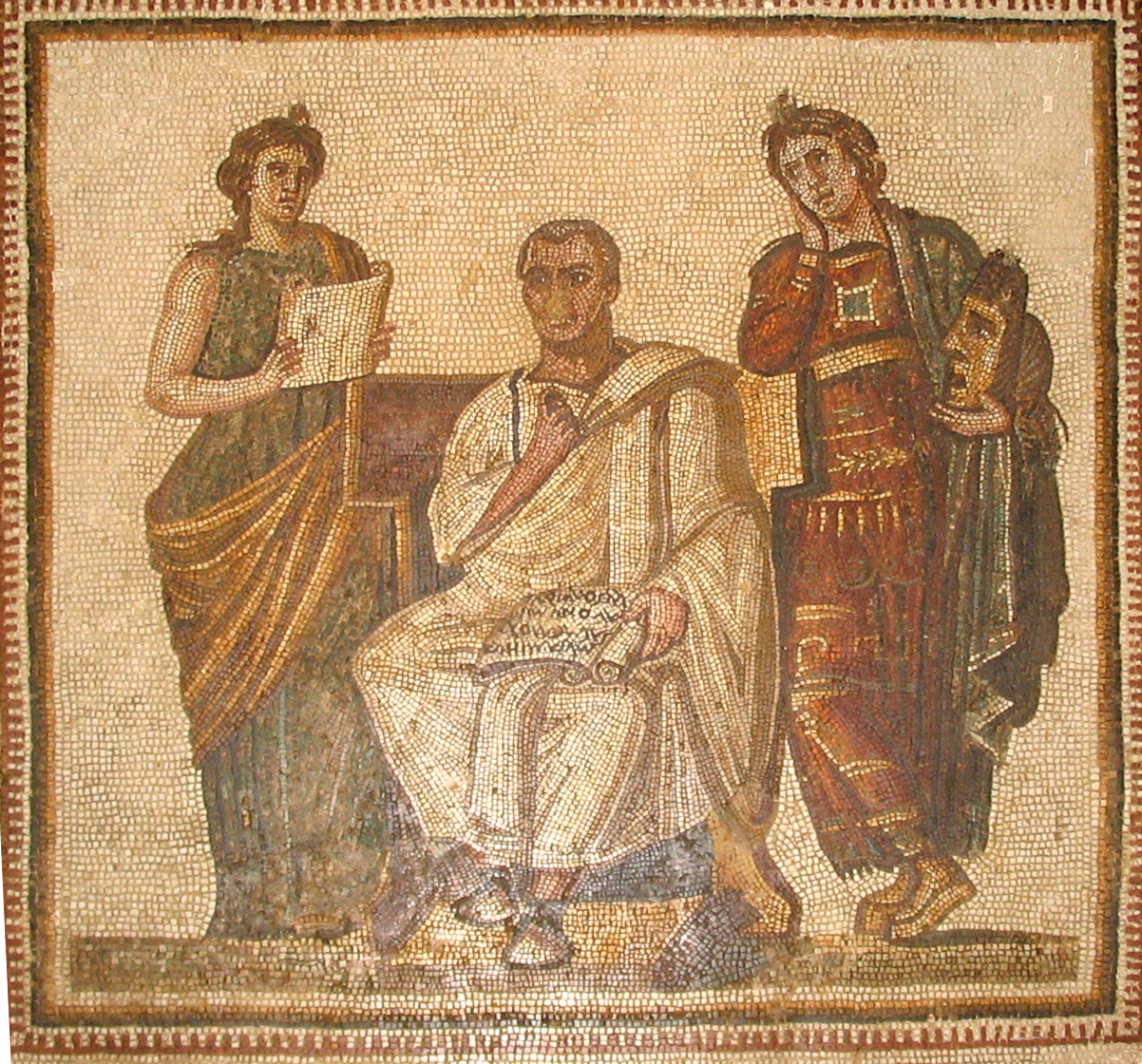
Một bức khảm La Mã thế kỷ thứ 3 về Virgil ngồi giữa Clio và Melpomene (từ Hadrumetum [Sousse], Tunisia)

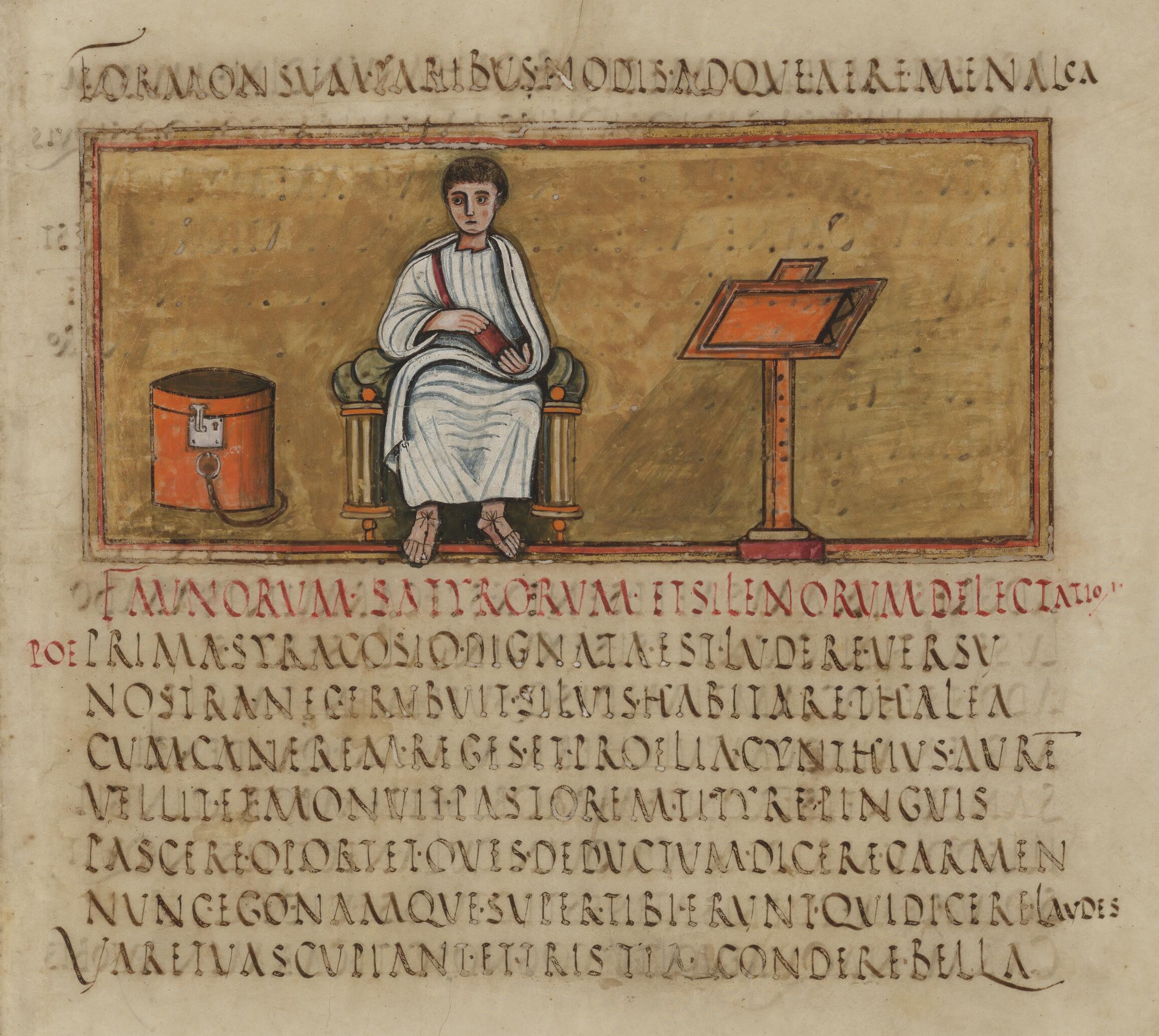
Một bức chân dung từ thế kỷ thứ 5 của Virgil từ Vergilius Romanus

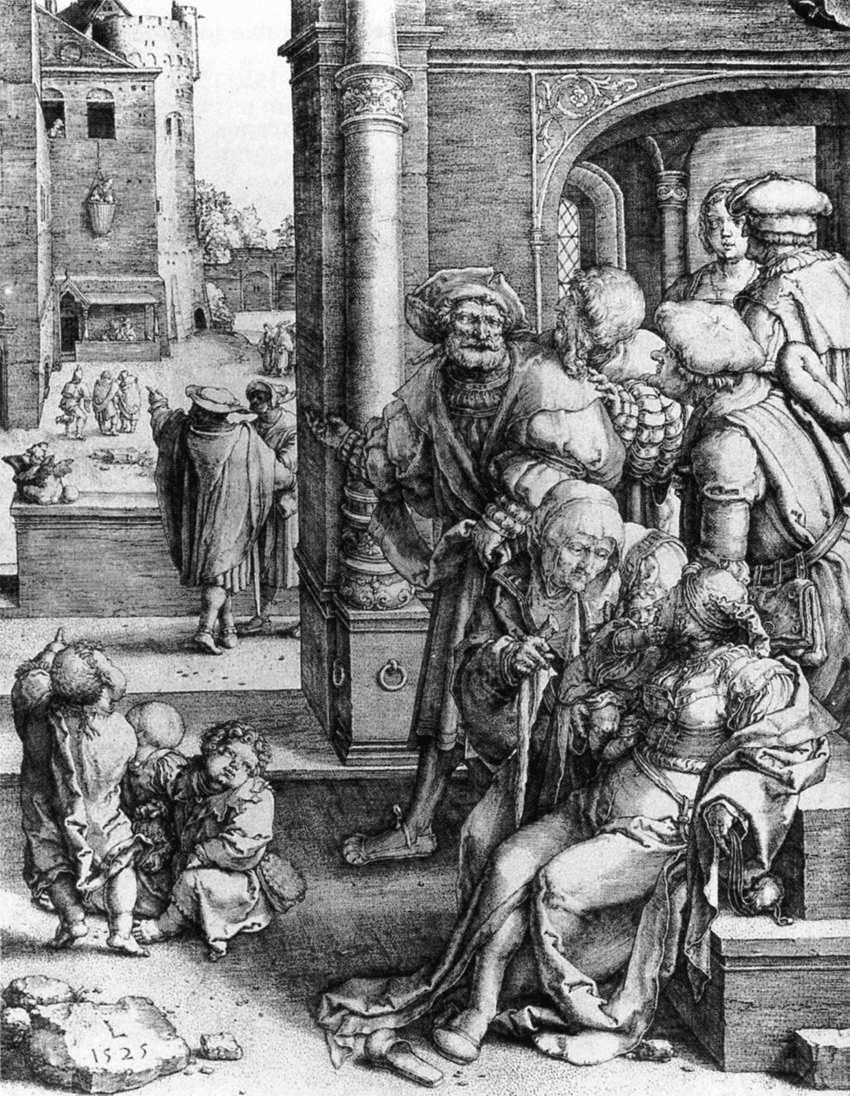
Virgil in His Basket, Lucas van Leyden, 1525

### Trong thời cổ đại
Các tác phẩm của Virgil gần như ngay từ khi xuất bản đã tạo nên một cuộc cách mạng cho nền thơ Latinh. Eclogues, Georgics, và trên hết là Aeneid đã trở thành những văn bản tiêu chuẩn trong chương trình giảng dạy ở trường mà tất cả những người La Mã có học thức đều quen thuộc. Những nhà thơ theo dõi Virgil thường đề cập liên văn bản đến các tác phẩm của ông để tạo ra ý nghĩa trong thơ của họ. Nhà thơ Augustan Ovid nhại lại những dòng mở đầu của Aeneid ở Amores 1.1.1–2, và phần tóm tắt của ông về câu chuyện Aeneas trong Quyển 14 của các Hóa Thân, cái gọi là "Aeneid nhỏ", đã được xem là đặc biệt quan trọng ví dụ về phản ứng hậu Virgilian đối với thể loại sử thi. Sử thi của Lucan, Bellum Civile, đã được coi là một sử thi chống lại Virgilian, loại bỏ cơ chế thần thánh, xử lý các sự kiện lịch sử và khác biệt rõ rệt với sử thi Virgilian. Nhà thơ Flavian Statius trong 12 cuốn sử thi Thebaid của ông gắn bó mật thiết với thơ của Virgil; trong phần kết của mình, ông khuyên bài thơ của mình không nên "sánh ngang với thần thánh Aeneid, nhưng hãy theo dõi từ xa và luôn tôn kính bước chân của nó."  Ở Silius Italicus, Virgil tìm thấy một trong những người ngưỡng mộ nhiệt thành nhất của mình. Với hầu hết mọi dòng của Punica sử thi của mình, Silius đều nhắc đến Virgil. Thật vậy, Silius được biết là người đã mua ngôi mộ của Virgil và tôn thờ nhà thơ. Một phần là kết quả của cái gọi là Sinh thái thứ tư "Đấng Mê-si" - được giải thích rộng rãi sau này là dự đoán sự ra đời của Chúa Giê-xu Christ - Virgil ở thời cổ đại sau này được cho là có khả năng ma thuật của một nhà tiên tri; The Sortes Vergilianae, quá trình sử dụng thơ của Virgil như một công cụ bói toán, được tìm thấy vào thời Hadrian, và tiếp tục đến thời Trung Cổ. Trong một mạch tương tự, Macrobius ở Saturnalia cho rằng công trình của Virgil là hiện thân của kiến thức và kinh nghiệm của con người, phản ánh quan niệm của người Hy Lạp về Homer. :1603 Virgil cũng phát hiện các nhà bình luận trong thời cổ đại. Servius, một nhà bình luận của thế kỷ thứ 4 sau Công nguyên, đã dựa trên tác phẩm của ông về lời bình của Donatus. Bài bình luận của Servius cung cấp cho chúng ta rất nhiều thông tin về cuộc đời, các nguồn và tài liệu tham khảo của Virgil; tuy nhiên, nhiều học giả hiện đại nhận thấy chất lượng tác phẩm của ông có thể thay đổi và những diễn giải đơn giản thường gây khó chịu.

### Hậu cổ đại, thời Trung cổ và sau đó

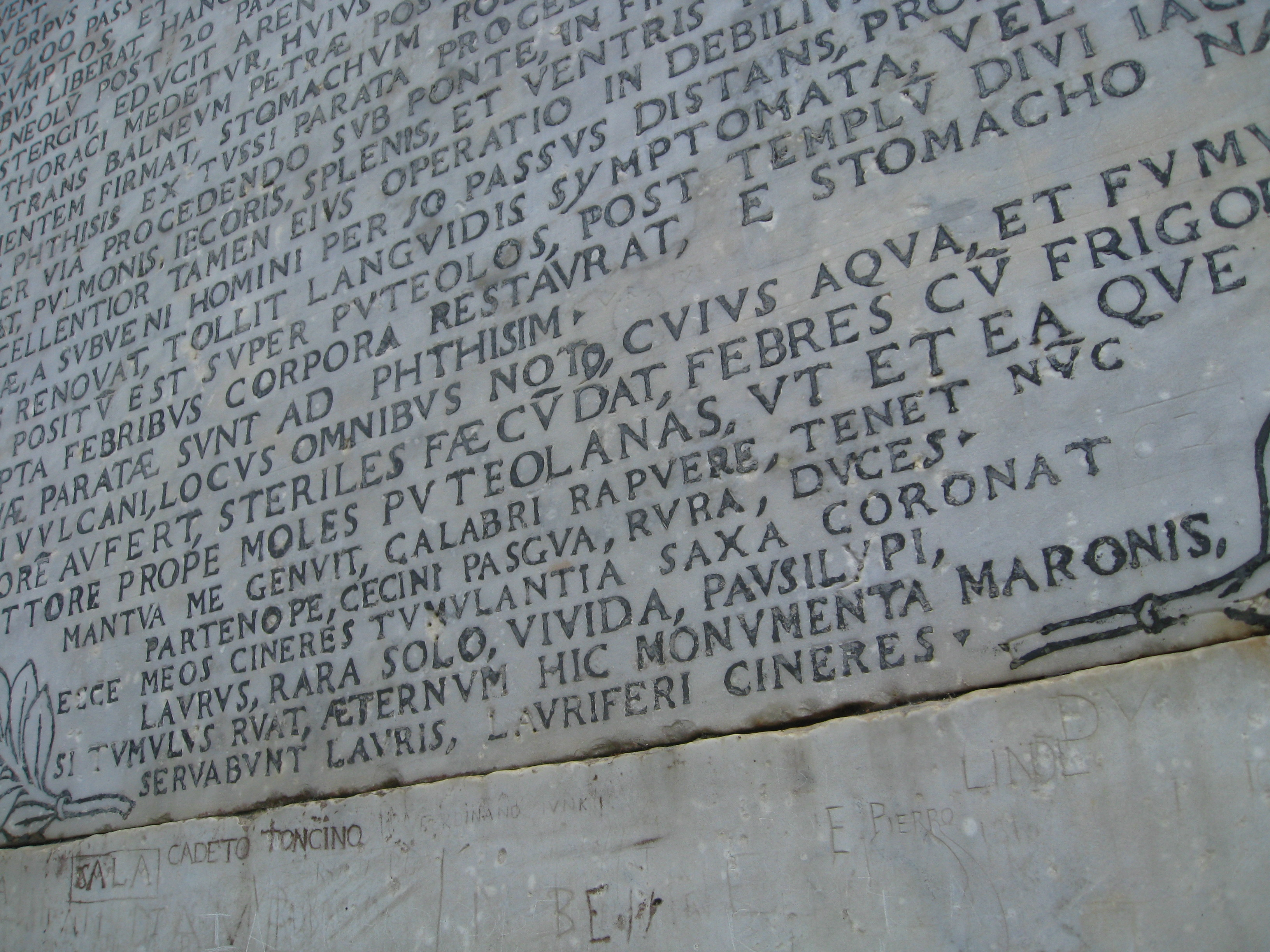
Dòng chữ tại lăng mộ của Virgil được cho là do chính nhà thơ sáng tác: Mantua me genuit, Calabri rapuere, tenet nunc Parthenope. Cecini pascua, rura, duces. (" Mantua đã cho tôi cuộc sống, những người Calabria đã lấy nó đi, Naples giữ tôi bây giờ; Tôi hát về đồng cỏ, trang trại và những người chỉ huy" [bản dịch. Bernard Knox ])

Ngay cả khi Đế chế Tây La Mã sụp đổ, những người đàn ông biết chữ vẫn thừa nhận rằng Virgil là một nhà thơ bậc thầy - ví dụ như Thánh Augustine, thú nhận rằng ông đã khóc khi đọc cái chết của Dido. Gregory of Tours đã đọc Virgil, người mà ông trích dẫn ở một số nơi, cùng với một số nhà thơ Latinh khác, mặc dù ông cảnh báo rằng "chúng ta không nên kể lại những câu chuyện ngụ ngôn dối trá của họ, kẻo chúng ta phải chịu án tử hình vĩnh viễn".  Vào thời kỳ Phục hưng của thế kỷ 12, Alexander Neckham đã đưa Aeneid "thần thánh" vào chương trình giảng dạy nghệ thuật tiêu chuẩn của mình, và Dido trở thành nữ anh hùng lãng mạn của thời đại. Các nhà sư như Maiolus of Cluny có thể từ chối cái mà họ gọi là "tài hùng biện xa xỉ của Virgil", nhưng họ không thể phủ nhận sức mạnh của sự hấp dẫn của ông.
Dante đã biến Virgil trở thành người dẫn đường cho anh ta trong Địa ngục và phần lớn hơn của Luyện ngục trong Divine Comedy. Dante cũng đề cập đến Virgil trong De vulgari eloquentia, cùng với Ovid, Lucan và Statius, là một trong bốn nhà thơ chính quy (ii, vi, 7).
Thời kỳ Phục hưng chứng kiến một số tác giả được truyền cảm hứng để viết sử thi sau sự đánh thức của Virgil: Edmund Spenser tự gọi mình là Virgil người Anh; Paradise Lost được gọi là Aeneid; và các nghệ sĩ sau này chịu ảnh hưởng của Virgil bao gồm Berlioz và Hermann Broch.
Các bản thảo nổi tiếng nhất còn sót lại của các tác phẩm của Virgil bao gồm Vergilius Augusteus, Vergilius Vaticanus và Vergilius Romanus.

### Huyền thoại
Truyền thuyết về "Virgil trong chiếc giỏ" xuất hiện từ thời Trung cổ, và thường được thấy trong nghệ thuật và được đề cập trong văn học như một phần của topos văn học Quyền lực của phụ nữ, thể hiện sức hấp dẫn của phụ nữ đối với nam giới. Trong câu chuyện này, Virgil trở nên say mê một phụ nữ xinh đẹp, đôi khi được miêu tả là con gái hoặc tình nhân của hoàng đế và được gọi là Lucretia. Cô đã chơi cùng anh ta và đồng ý một nhiệm vụ tại nhà của cô, mà anh ta sẽ lẻn vào vào ban đêm bằng cách trèo vào một cái giỏ lớn thả xuống từ cửa sổ. Khi làm như vậy, anh ta chỉ được treo lên nửa bức tường và sau đó bị mắc kẹt ở đó vào ngày hôm sau, trước sự chế giễu của công chúng. Câu chuyện song song với câu chuyện Phyllis cưỡi Aristotle. Trong số các nghệ sĩ khác miêu tả cảnh này, Lucas van Leyden đã thực hiện một bức tranh khắc gỗ và sau đó là một bức tranh khắc.
Vào thời Trung cổ, danh tiếng của Virgil nổi tiếng đến mức nó truyền cảm hứng cho những truyền thuyết liên kết giữa ông với ma thuật và tiên tri. Ít nhất là từ thế kỷ thứ 3, các nhà tư tưởng Cơ đốc đã giải thích Eclogues 4, mô tả sự ra đời của một cậu bé mở ra thời kỳ vàng son, như một lời tiên đoán về sự ra đời của Chúa Giê-su. Do đó, Virgil được nhìn nhận ở cấp độ tương tự như các nhà tiên tri Hebrew trong Kinh thánh như một người đã báo trước cho Cơ đốc giáo. Liên quan, The Do Thái Encyclopedia cho rằng truyền thuyết thời Trung cổ về con golem có thể được truyền cảm hứng từ truyền thuyết của Virgilian về khả năng ngụy tạo của nhà thơ để mang những vật vô tri vô giác vào cuộc sống.
Có thể ngay từ thế kỷ thứ hai sau Công nguyên, các tác phẩm của Virgil đã được coi là có tính chất ma thuật và được sử dụng để bói toán. Trong cái được gọi là Sortes Vergilianae ('Virgilian Lots'), các đoạn văn sẽ được chọn ngẫu nhiên và diễn giải để trả lời các câu hỏi. Vào thế kỷ 12, bắt đầu quanh Naples nhưng cuối cùng đã lan rộng khắp châu Âu, một truyền thống đã phát triển trong đó Virgil được coi là một pháp sư vĩ đại. Truyền thuyết về Virgil và sức mạnh ma thuật của anh ta vẫn phổ biến trong hơn hai trăm năm, được cho là trở nên nổi bật như chính các bài viết của anh ta. Di sản của Virgil ở xứ Wales thời trung cổ đến nỗi phiên bản tiếng Wales của tên anh ta, Fferyllt hoặc Pheryllt, đã trở thành một thuật ngữ chung cho người làm phép thuật, và tồn tại trong từ tiếng Wales hiện đại cho dược sĩ, fferyllydd.

### Ngôi mộ của Virgil

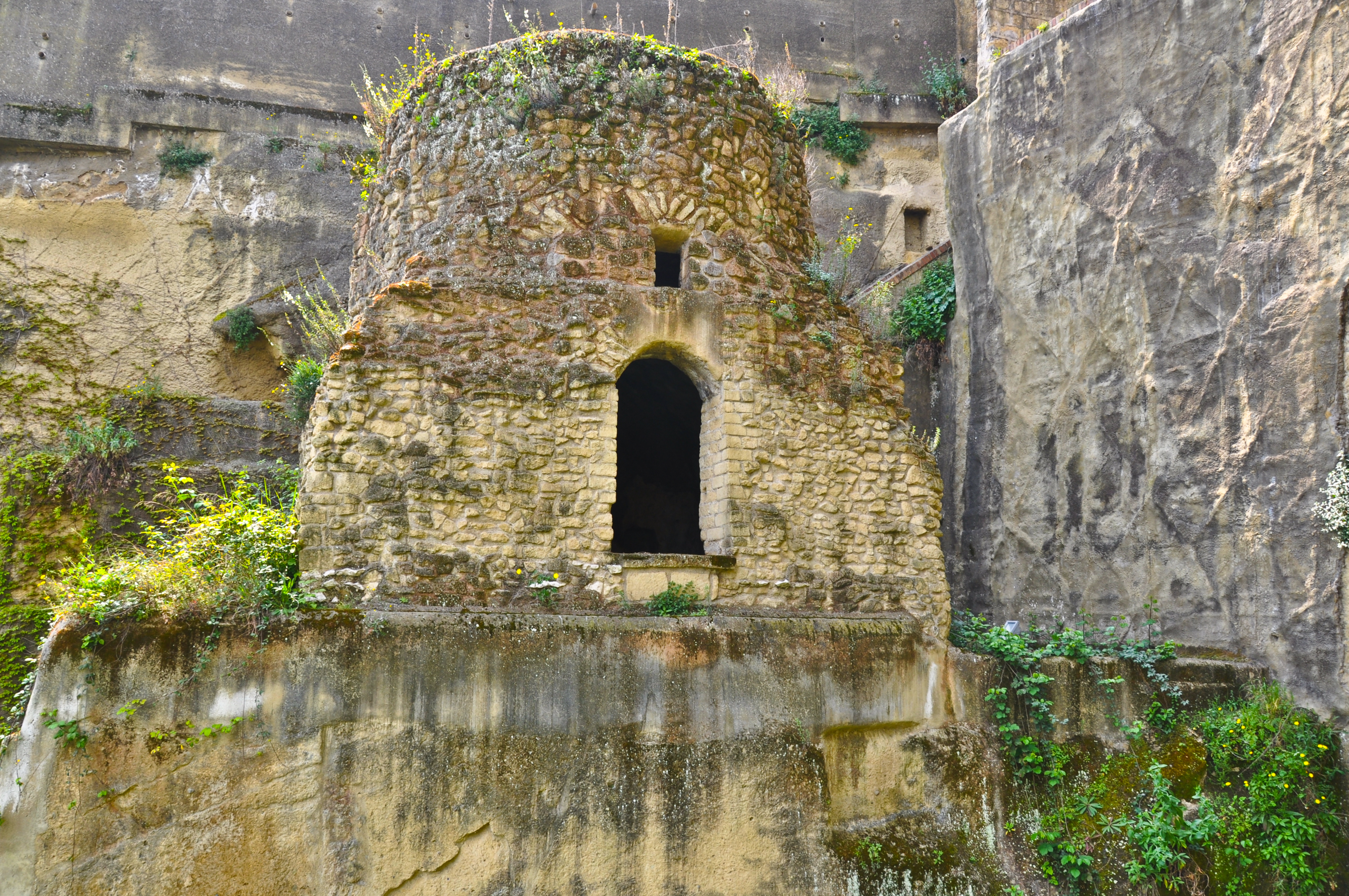
Lăng mộ của Virgil ở Naples, Ý

Cấu trúc được gọi là " lăng mộ của Virgil " được tìm thấy ở lối vào của một đường hầm La Mã cổ đại (còn gọi là "grotta vecchia") ở Piedigrotta, một quận 3 kilômét (1,9 mi) từ trung tâm của Naples, gần bến cảng Mergellina, trên con đường đi về phía bắc dọc theo bờ biển đến Pozzuoli. Trong khi Virgil vốn đã là đối tượng được giới văn học ngưỡng mộ và tôn kính trước khi qua đời, thì vào thời Trung cổ, tên tuổi của ông đã gắn liền với sức mạnh kỳ diệu, và trong vài thế kỷ, lăng mộ của ông là điểm đến của các cuộc hành hương và tôn kính.